# Environnement au Luxembourg
Au Luxembourg, l’environnement est l'ensemble des éléments — biotiques ou abiotiques — qui entourent un individu ou une espèce et dont certains contribuent directement à subvenir à ses besoins.

## La biodiversité du Luxembourg

### Zones protégées
Le Luxembourg compte trois parcs naturels couvrant quasiment tout le nord du pays : Parc naturel de la Haute-Sûre, parc naturel Mëllerdall et parc naturel de l'Our.
En outre, la quasi totalité du reste du pays est couvert par plusieurs syndicats intercommunaux chargés de protéger la nature, : le SICONA (Syndicat intercommunal pour la conservation de la nature) pour le centre et le sud-ouest du pays et le SIAS dans l'est dont la protection de la nature est une de ses missions.

## Impacts sur les milieux naturels

### Transports
Le pays est desservi par des trains, bus, trams.
Une partie des actifs provient des pays frontaliers (Belgique, France, Allemagne), en train ou en voiture.

### Pollutions

#### Les émissions de gaz à effet de serre (GES)
En 2012, les émissions de gaz à effet de serre (GES) étaient de ... MTCO2, soit ... % des émissions mondiales.

#### La gestion des déchets
Le Luxembourg est le deuxième pays qui émet le plus de déchets par habitants, avec 810 kg par an et par habitants en 2023 (derrière le Danemark et les États-Unis).

## L'exposition aux risques
Le Luxembourg est exposée à de multiples aléas naturels : séismes, tempêtes, incendies, glissements de terrain, sécheresses et canicules...

## Politique environnementale au Luxembourg

### Traités internationaux
Le Luxembourg  a signé le protocole de Kyoto.
Dans le cadre de la COP 21, le Luxembourg s'est engagé à réduire ses émissions de gaz à effet de serre de 40 % d'ici à 2030 par rapport au niveau de 1990, conformément à l'engagement de l'Union européenne.

### Politiques locales
À partir du 1er mars 2020, le Luxembourg deviendra le premier pays dans le monde à proposer gratuitement l'entièreté de son réseau de transports publics aux usagers,.

### Évaluation environnementale globale
Le jour du dépassement (date de l’année, calculée par l'ONG américaine Global Footprint Network, à partir de laquelle l’humanité est supposée avoir consommé l’ensemble des ressources que la planète est capable de régénérer en un an) du pays est le 16 février. Le Luxembourg est ainsi le premier pays au monde dont la consommation dépasse le plus les capacités de la planète.